# 1812 aux États-Unis
Pour des articles plus généraux, voir Chronologie des États-Unis et 1812.
Chronologie des États-Unis
- 1808
- 1809
- 1810
- 1811
- 1812
- 1813
- 1814
- 1815
- 1816

Cette page concerne des événements d'actualité qui se sont produits durant l'année 1812 du calendrier grégorien aux États-Unis.

## Gouvernement
- Président : James Madison (Républicain-Démocrate)
- Vice-président : George Clinton (Républicain-Démocrate) jusqu'au 20 avril
- Secrétaire d'État : James Monroe (Républicain-Démocrate)
- Chambre des représentants - Président : Henry Clay (Républicain-Démocrate)

## Événements
- 23 janvier : second tremblements de terre majeur de la série des tremblements de terre de New Madrid qui frappent le centre des États-Unis le long du fleuve Mississippi durant l'hiver 1811-1812[1],[2].
- 6 février : troisième tremblements de terre majeurs de la série des tremblements de terre de New Madrid[2].

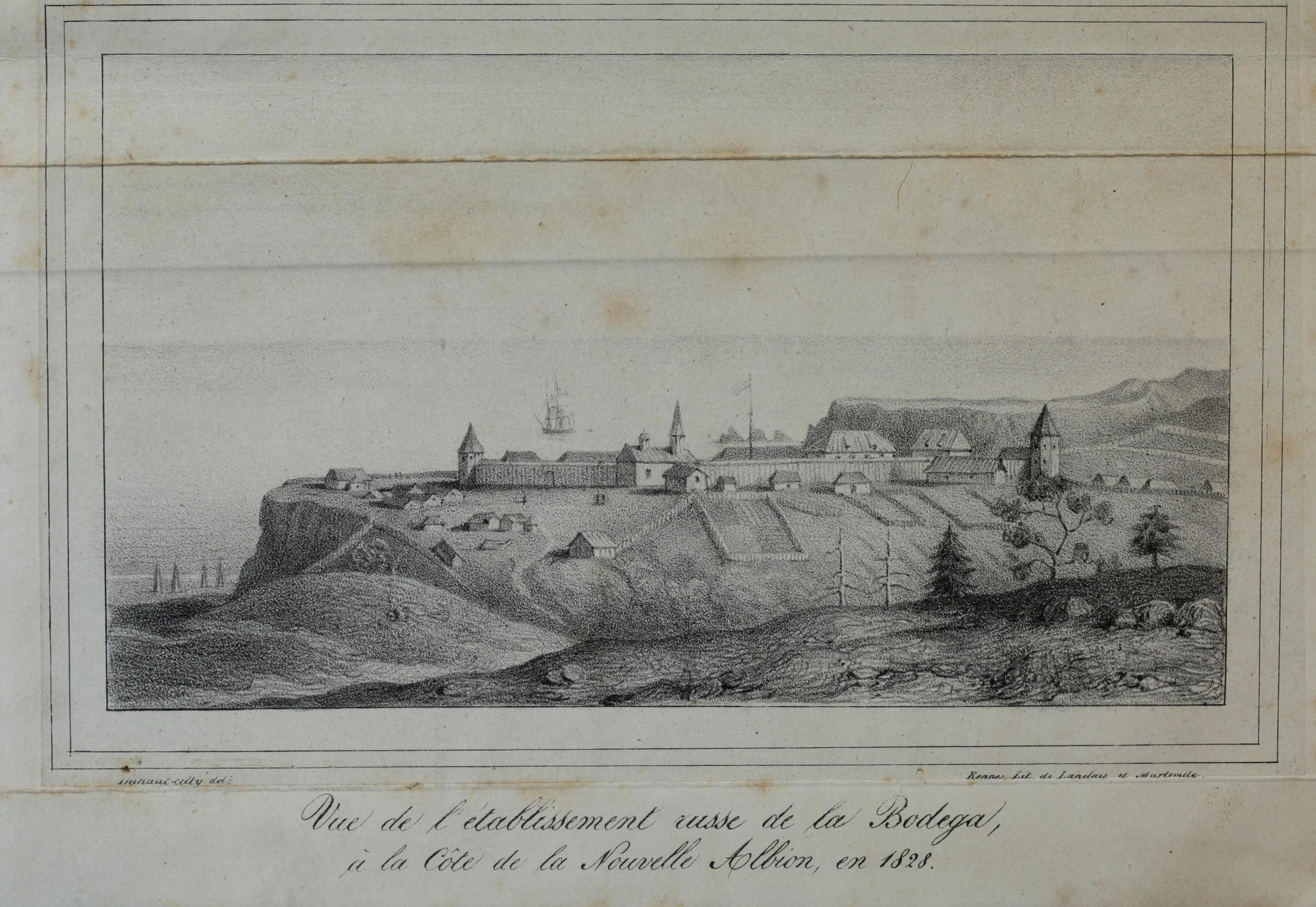
Une vue de Fort Ross en 1828

- 15 mars : établissement d’un comptoir russe en Californie, créé pour la chasse à l’otarie et pour ravitailler les comptoirs russes en Alaska (fin en 1841). Il est baptisé Fort Ross le 11 septembre[3].

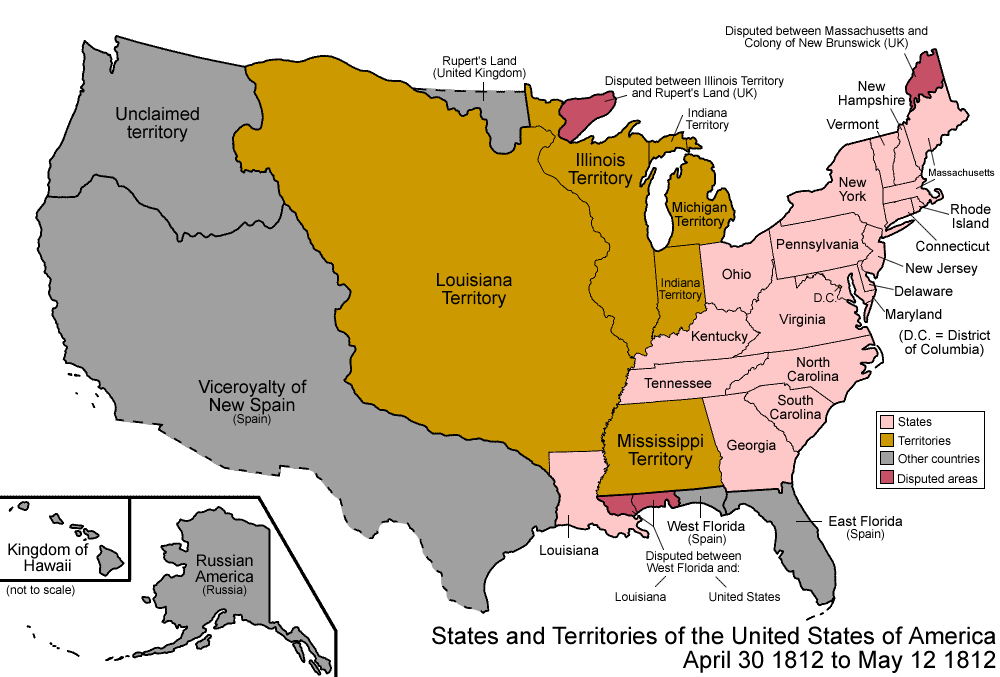
30 avril - 12 mai 1812

- 4 avril : le Président James Madison décrète un embargo de 90 jours sur le commerce avec le Royaume-Uni.
- 30 avril : le Territoire d'Orléans est admis comme le dix-huitième État des États-Unis et devient la Louisiane[1].

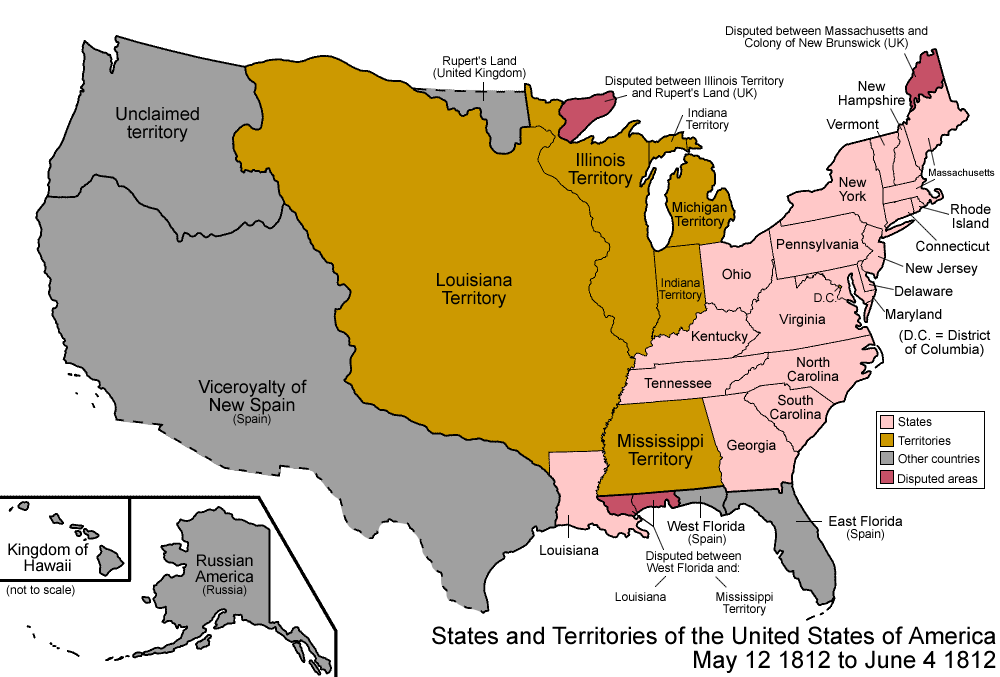
12 mai - 4 juin 1812

- 12 mai : la Floride Occidentale annexée par les États-Unis par proclamation du président James Madison le 27 octobre 1810 (correspondant au District de Baton Rouge et au District de Mobile) est rattachée par décision du gouvernement fédéral au Territoire du Mississippi[4].

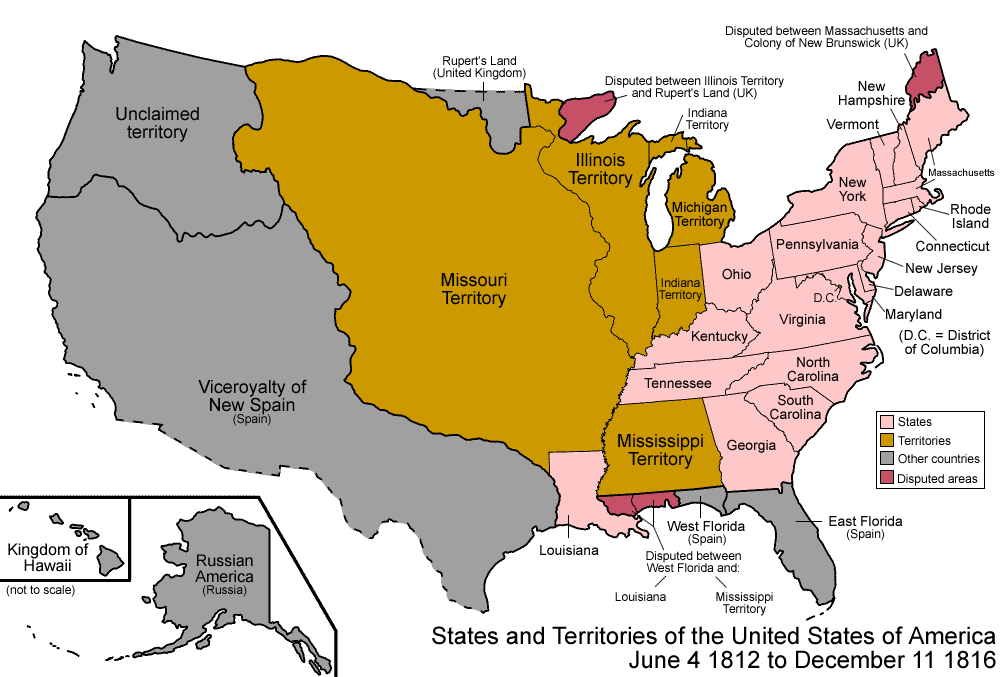
4 juin 1812 - 11 décembre 1816

- 1er juin, guerre de 1812 : le Président James Madison demande au Congrès des États-Unis de déclarer la guerre à la Grande-Bretagne.
- 4 juin : le Territoire de Louisiane, portant le même nom qu'un État, devient le Territoire du Missouri[5].
- 18 juin, guerre de 1812 : les États-Unis déclarent la guerre au Royaume-Uni (fin en 1815), décision provoqué par l’opposition de la Grande-Bretagne à tout commerce entre les États-Unis et la France et à l’arraisonnement de navires Américains qui font le commerce avec la France par les Britanniques[6].
- 19 juin, frontière St. Lawrence-Lac Champlain : les Américains repoussent une attaque Britannique à Sackets Harbor (New York).
- 12 juillet, frontière de Détroit : les Américains capturent Windsor au Canada, il n'y resteront que quelques semaines[7].
- 17 juillet, frontière de Détroit : bataille de l'île Mackinac : les Britanniques aidés de leurs alliés amérindiens s'emparèrent du Fort Mackinac alors aux mains des Américains qui d'ailleurs ignoraient le déclenchement de la guerre.
- 5 août, frontière de Détroit : au sud du Fort Pontchartrain du Détroit, les forces amérindiennes de Tecumseh, alors nommé brigadier général dans l’armée britannique, attire dans un guet-apens 200 Américains qui doivent battre en retraite.
- 15 août, frontière de Détroit : massacre de Fort Dearborn. Un groupe de guerriers potawatomi postés en embuscade tuèrent plus de cinquante personnes et Fort Dearborn fut incendié jusqu'à ce qu'il ne soit plus qu'un tas de cendres et la région ne revit plus de colons américains avant la fin de la guerre. Le massacre est commémoré sur le drapeau de la ville de Chicago par sa première étoile rouge[8].
- 15 - 16 août, frontière de Détroit : reddition de Détroit. Le major-général britannique Isaac Brock et Tecumseh s'emparent de Détroit, avec une coalition de miliciens, de réguliers britanniques et de guerriers amérindiens.
- 19 août : l'USS Constitution coule la frégate britannique HMS Guerriere au large de la côte de la Nouvelle-Écosse. Un projectile britannique aurait rebondit sur la coque de l'USS Constitution lui gagnant le de surnom Old Ironsides.
- 4 - 15 septembre, frontière de Détroit : première victoire américaine, sur terre, de la Guerre de 1812 à Terre Haute (Indiana) où une armée considérablement plus importante composé de guerriers miamis, potawatomis, kickapous et winnebagos tentent de s'emparer de Fort Harrison.
- 5 - 12 septembre, frontière de Détroit : victoire américaine contre une force  de guerriers miamis et potawatomis, assiégeant Fort Wayne (Indiana).
- 21 septembre, frontière St. Lawrence-Lac Champlain : raid américain victorieux sur Gananoque (Ontario).
- Octobre : la capitale de la Pennsylvanie est de manière permanente déplacé de Lancaster à Harrisburg.
- 9 octobre : les forces navales américaines capturent deux vaisseaux de guerre Britanniques.
- 13 octobre, campagne du Niagara : victoire britannique décisive à la bataille de Queenston Heights.
- 18 octobre : la corvette américaine  USS Wasp capture la frégate Britannique HMS Frolic au nord des Bermudes[9].
- 25 octobre : la frégate américaine USS United States  capture la frégate britannique HMS Macedonian au sud des Açores[10].
- 5 novembre : élection présidentielle américaine de 1812. Le républicain démocrate James Madison obtient un second mandat de président des États-Unis après avoir battu le républicain démocrate DeWitt Clinton soutenu par le Parti fédéraliste.
- 20 novembre, frontière St. Lawrence-Lac Champlain : bataille du moulin de Lacolle. Défaite des Américains qui tentent de capturer Lacolle (Québec).
- 28 novembre, campagne du Niagara : les Américains attaquent la rive ouest du Niagara à Frenchman's Creek, au nord de Fort Erie, (Ontario), mais ils ne gardent pas leur position.
- 17 - 18 décembre, frontière de Détroit : attaque américaine sur Jalapa, Comté de Grant (Indiana), village miami.
- 29 décembre : l'USS Constitution coule la frégate britannique HMS Java au large des côtes du Brésil.

#### Articles généraux
- Histoire des États-Unis de 1776 à 1865
- Évolution territoriale des États-Unis
- Guerre anglo-américaine de 1812

#### Articles sur l'année 1812 aux États-Unis
- Élection présidentielle américaine de 1812
- Tremblements de terre de New Madrid de 1811-1812
- French Camp (Mississippi)
- Bataille de l'île Mackinac (1812)
- Bataille de Queenston Heights
- Bataille de Fort Dearborn